# Gazprom-RusVelo/Saison 2022
Diese Liste beschreibt die Mannschaft und die Siege des Radsportteams Gazprom-RusVelo in der Saison 2022.
Als Reaktion auf den russischen Überfall auf die Ukraine 2022 wurde die Registrierung des Teams – wie aller anderen russischen und belarussischen Mannschaften durch die Union Cycliste Internationale am 1. März 2022  widerrufen.

## Mannschaft
| Teamkader 2022                         | Teamkader 2022     | Teamkader 2022 | Teamkader 2022                          |
| Name                                   | Geburtsdatum       | Land           | Vorheriges Team                         |
| -------------------------------------- | ------------------ | -------------- | --------------------------------------- |
| Marco Canola (1. Jan.–1. Mär.)         | 26. Dezember 1988  | Italien        | Nippo-Vini Fantini-Faizanè (2019)       |
| Nikolai Tscherkassow (1. Jan.–1. Mär.) | 26. September 1996 | Russland       | Gazprom-RusVelo U23 (2017)              |
| Sergei Tschernezki (1. Jan.–1. Mär.)   | 9. April 1990      | Russland       | Caja Rural-Seguros RGA (2019)           |
| Nicola Conci (1. Jan.–1. Mär.)         | 5. Januar 1997     | Italien        | Trek-Segafredo (2021)                   |
| José Manuel Díaz (1. Jan.–1. Mär.)     | 18. Januar 1995    | Spanien        | Delko (2021)                            |
| Alessandro Fedeli (1. Jan.–1. Mär.)    | 2. März 1996       | Italien        | Delko (2021)                            |
| Pawel Kotschetkow (1. Jan.–1. Mär.)    | 7. März 1986       | Russland       | CCC Team (2020)                         |
| Michael Kukrle (1. Jan.–29. Mär.)      | 17. November 1994  | Tschechien     | Elkov-Kasper (2021)                     |
| Eirik Lunder (1. Jan.–1. Mär.)         | 9. Juni 1999       | Norwegen       | Team Coop (2021)                        |
| Matteo Malucelli (1. Jan.–1. Mär.)     | 20. Oktober 1993   | Italien        | Androni Giocattoli-Sidermec (2021)      |
| Denis Nekrasov (1. Jan.–1. Mär.)       | 19. Februar 1997   | Russland       | Marathon-Tula (2017)                    |
| Artjom Nytsch (1. Jan.–1. Mär.)        | 21. März 1995      | Russland       | Russian Helicopters (2014)              |
| Andrea Piccolo (1. Jan.–1. Mär.)       | 23. März 2001      | Italien        | GSC Viris Vigevano Lomellina (2021)     |
| Petr Rikunov (1. Jan.–1. Mär.)         | 24. Februar 1997   | Russland       | Caja Rural-Seguros RGA (2018)           |
| Kevin Rivera (1. Jan.–1. Mär.)         | 28. Juni 1998      | Costa Rica     | Bardiani CSF Faizanè (2021)             |
| Iwan Rowny (1. Jan.–1. Mär.)           | 30. September 1987 | Russland       | Tinkoff (2016)                          |
| Christian Scaroni (1. Jan.–1. Mär.)    | 16. Oktober 1997   | Italien        | Équipe continentale Groupama-FDJ (2019) |
| Dmitri Strachow (1. Jan.–1. Mär.)      | 17. Mai 1995       | Russland       | Katusha-Alpecin (2019)                  |
| Mathias Vacek (1. Jan.–1. Mär.)        | 12. Juni 2002      | Tschechien     | Team F.lli Giorgi ASD (2020)            |
| İlnur Zäkärin (1. Jan.–6. Jun.)        | 15. September 1989 | Russland       | CCC Team (2020)                         |
| Giovanni Carboni (1. Jan.–1. Mär.)     | 31. August 1995    | Italien        | Bardiani CSF Faizanè (2021)             |
|                                        |                    |                |                                         |
| Quelle: ProCyclingStats                |                    |                |                                         |

## Siege
| Siege    | Siege                      | Siege                        | Siege  | Siege            | Siege |
| Datum    | Rennen                     | Staat                        | Klasse | Sieger           |       |
| -------- | -------------------------- | ---------------------------- | ------ | ---------------- | ----- |
| 10. Feb. | Tour of Antalya, 1. Etappe | Türkei                       | 2.1    | Matteo Malucelli |       |
| 25. Feb. | UAE Tour, 6. Etappe        | Vereinigte Arabische Emirate | 2.UWT  | Mathias Vacek    |       |